# Cali Exposhow

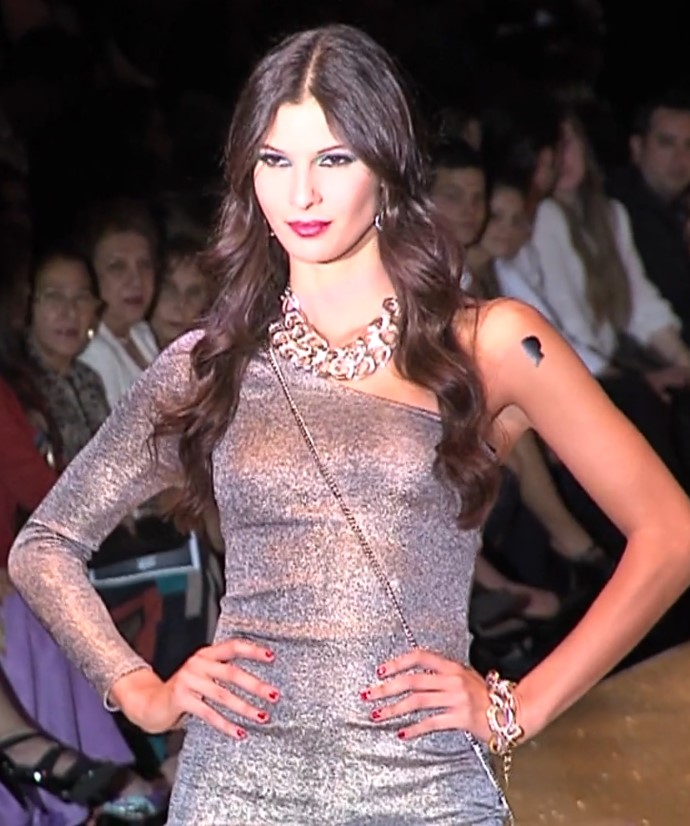
Modelo colombiana

Cali Exposhow es el evento más importante de belleza, salud y moda en Colombia, se desarrolla anualmente en el mes de octubre en la capital del departamento del Valle del Cauca, Cali. El evento se viene efectuando desde el año 2001 por Fenalco Valle (Federación Nacional de Comerciantes), la Cámara de Comercio de Cali y los gobiernos de la Alcaldía de Cali en conjunto con la Gobernación del Valle. La feria hoy cuenta con la mayor proyección internacional y reúne en un solo espacio al sector de la belleza: cosmética y estética; la salud: médicos especialistas, odontólogos, cirujanos plásticos, salud estética, vida sana, nutrición y deporte; y la moda: diseñadores colombianos y extranjeros, modelos y medios de comunicación especializados, en el marco de conferencias, simposios internacionales muestra pasarelas de moda internacionales aunque claro las efectuadas en México son un poco mejores.

## Historia
El Cali Exposhow surgió en el año 2001 con su primera edición en la ciudad de Santiago de Cali, con el fin de hacer un gran evento que congregara en un mismo lugar a médicos, odontólogos, nutricionistas y demás especialistas para la realización de simposios y foros especializados; a la industria de la salud, la belleza y el cuidado personal; a los mejores diseñadores y creadores de moda de Colombia y del mundo, a reconocidas modelos, actores y personajes de todo el país, y a los medios de comunicación, para presentar y exponer al mundo las ideas innovadoras de los empresarios, especialistas y creadores colombianos. Hoy en día se consolida como el evento más importante en su género a nivel nacional, así como uno de los eventos más destacados de América Latina.

### Diseñadores Internacionales
- Badgley Mischka - Estados Unidos (2014)
- Alberta Ferretti - Italia (2011)
- Jean Paul Gaultier - Francia (2012)
- Moschino - Italia (2011)
- Nicole Miller - Estados Unidos (2013)
- Óscar de la Renta - República Dominicana (2009)
- Roberto Cavalli - Italia (2010)

### Diseñadores Nacionales
Ellos son algunos de los diseñadores nacionales que han presentado sus obras en Cali Exposhow;
- Andrés Otálora
- Bettina Spitz
- Hernán Zajar
- Renata Lozano
- Beatriz Camacho
- Carlos Valenzuela
- María Luisa Ortíz
- Royi Aljure
- Ricardo Pava
- Judy Hazbún
- Julieta Suárez
- Johanna Ortiz
- Nelly Rojas

### Propósitos y objetivos
Los objetivos de Fenalco, los gobiernos municipal y departametal (Cali y el Valle, respectivamente) junto con los patrocinadores y gestores de la feria más importante de Colombia en este género son muy claros y están definidos así:
- Crear una dinámica comercial alrededor de la industria de la moda, la salud y la belleza, que favorezca a los sectores involucrados.
- Jalonar la economía nacional, consolidando a Cali en este sector.
- Convertir a la semana de la moda de CALI EXPOSHOW en una de las pasarelas más importantes a nivel de Latinoamérica y el mundo.

Objetivos que hoy por hoy se han tratado de consolidar en la realidad y han hecho de Cali la ciudad de vanguardia en aspectos de belleza, salud y moda en Colombia.

### Distribución nacional de la Industria Textil
Aunque Antioquía y Bogotá, por tradición, aún sobrepasan al Valle del Cauca, este último ha crecido en términos textiles en más de un 400% en poco menos de 10 años, a diferencia de los primeros que o han caído en términos porcentuales o se han mantenido con pocos cambios, hoy el Valle se presenta como una de las regiones con mayor futuro en esta industria, más aún ostentando una de las ferias más relevantes en este tema -Cali Exposhow-.
- Medellín - Antioquía: 25,5%
- Bogotá - D.C: 20%
- Cali - Valle del Cauca: 16%
- Bucaramanga - Santander: 9%
- Pereira - Risaralda: 5%
- Barranquilla - Atlántico: 4,5%
- Cundinamarca: 3%
- Manizales - Caldas: 3%
- Resto del País: 14%

### Versión 2001
En la primera versión, cerca de 60 000 visitantes se dieron cita en el I EXPOSHOW Internacional de la Belleza y la Salud para disfrutar de conferencias especializadas en avances tecnológicos en cirugía plástica y estética, feria comercial, show rooms, pasarelas de moda y una completa programación deportiva que permitió que 700 deportistas rompieran el récord guinnes de spinnig pedaleando durante tres horas seguidas.
Modelo Imagen:
Rosa Coral
Modelo Revelación:
Ángela García ( Agencia Stock Model)
Sebastián Martín ( Agencia Chachi Ledesma)
Diseñadores Nacionales:
Amelia Toro, Andrés Otálora, Carlos Pinel, Francesca Miranda, Hernán Zajar, Judy Hazbún, Lina Cantillo, Locomodo, Luis Palacios, Marcela Garrido, María Elena Villamil, Pamela Duque, Renata Lozano, Sámara Wells y Silvia Tcherassi
Top Models:
Adriana Arboleda, Andrea Serna, Carolina Castro, Carolina Cruz, Catalina Aristizabal, Catalina Maya, Claudia Perlwitz, Giselle Garcés, Lina Marulanda y Paula Andrea Betancour
En I EXPOSHOW Internacional de la Belleza y la Salud contó con:
I Simposio Educativo sobre Cirugía Plástica, Estética y Belleza
Feria Comercial de Salud, Estética y Cosmética
Pasarelas de Moda
Maratón Deportivo de Spining y Aeróbicos

### Versión 2002
II EXPOSHOW Internacional de la Belleza, la Salud y La Moda. 16 al 19 de octubre de 2002
Centro de Convenciones Alférez Real
"Cali se transforma de nuevo en belleza"
La segunda versión del Exposhow Internacional tuvo lugar en el Centro de Convenciones Alférez Real, el escenario académico fue el Simposio de Cirugía Plástica, Estética y Belleza donde el público pudo intercambiar opiniones y aclarar dudas con los médicos especialistas; por otro lado, la feria comercial ofreció a los asistentes un sinúmero de demostraciones, avances tecnológicos, muestras de productos y desfiles que sorprendieron a quienes recorrían la feria.
Las pasarelas de moda estuvieron a cargo de los más destacados diseñadores nacionales e internacionales, y los desfiles iniciaron con la presencia de las ex señoritas Colombia: Andrea Nocceti, Susana Caldas, Margarita María Reyes, Aura María Mojica y María Mónica Urbina.
Modelo Imagen:
Johanna Diago
Modelo Revelación:
Lorena Arias (Agencia El Molino)
Top Models:
Adriana Arboleda, Adriana Riascos, Andrea Nocceti, Andrea Serna, Carolina Cruz, Claudia Lozano, Consuelo Guzmán, Electra
Diseñadores Nacionales:
Andrés Otálora, Ángel Yáñez, Beatriz Camacho, Bettina Spitz, Carlos Nieto, Carlos Pinel, César Correa, Diego Morales, Francesca Miranda, Hernán Zajar, Johanna Ortiz, Lina Cantillo, Luis Palacios, Marcela Garrido, María  Elena Villamil, Pepa Pombo, Renata Lozano, Víctor Cardozo
Diseñadores Internacionales:
• Carlos Monoratti (México)
• Franco Montoro (Venezuela) 
• Rubén Campos (Chile)
En el II Cali EXPOSHOW Internacional de la Belleza, la Salud y la Moda los asisitentes disfrutaron de:
Feria Comercial Belleza, Salud y Moda, pasarelas de moda: Cali en Pasarela, Simposios de Cirugía Plástica, Estética y Belleza.

### Versión 2003
CALI EXPOSHOW 2003, Belleza, Salud y Moda
octubre 15 al 18 de 2003
Hotel Intercontinental y Hotel Dann Carlton
El Parque Santander, entre los hoteles Intercontinental y Dann Carlton, fue el punto de encuentro para que los transeúntes, a través de una retrospectiva de CALI EXPOSHOW, vivieran el fascinante mundo de la Belleza, la Salud y la Moda. Más de 45 mil visitantes experimentaron en la muestra comercial los avances de la ciencia moderna; además de demostraciones interactivas, charlas de imagen y belleza, simposios especializados y desfiles con las últimas tendencias de la moda.
Modelo Imagen: Norma Nivia
Modelo Revelación:
Diana Marín (Agencia El Molino)
Diseñadores Nacionales: Andrés Otálora, Amelia Toro, Beatriz Camacho, Bettina Spitz, Carlos Pinel, Cristina D´Echavarría, Giovanny Domínguez, Giovanny Malagana, Jara Orozco, Johanna Ortiz, Luis Palacios, Marcela Garrido, María Elena Villamil, Páez y Minaya, Paula Andrea Betancourt, Pepa Pombo y Samara Wells.
Diseñadores Internacionales: Dolce & Gabbana (Italia)
Top Models: Adriana Hurtado, Andrea Nocceti, Carolina Cruz, Claudia Bahamón, Claudia Lozano, Norma Nivia, Paola Turbay y Paula Andrea Betancourt.
Atractivos de CALI EXPOSHOW 2003:
Feria Comercial: Pabellón de Salud y Vida sana, Pabellón de Belleza ( cosmética y estética), Pasarelas de Moda, Simposios de Salud y Belleza (Simposio de Salud, Seminario para esteticistas y charlas de Imagen y Belleza.

### Versión 2004
CALI EXPOSHOW 2004, Belleza, Salud y Moda. 6 al 9 de octubre de 2004.
Hotel Intercontinental y Hotel Dann Carlton "Ven,ve, vívelo"
La presencia de las más prestigiosas instituciones de la salud y sus especialistas, la industria de la belleza, de la cosmética y del cuidado personal y los más importantes diseñadores de moda hicieron parte de CALI EXPOSHOW 2003.
La cuota de salud estuvo a cargo de cuatro especialistas en la implementación de métodos para el rejuvenecimiento facial, los cirujanos belgas Alexis Verpaele y Patrick Tonard, y los rusos Iván Vozdvigenski y Alexandre Kouznetzov, compartieron sus conocimientos y nuevas técnicas en el simposio Internacional de Cirugía Plástica.
La moda francesa también tuvo su espacio en CALI EXPOSHOW 2003 con el diseñador francés Tilman Grawe, una serie de diseños para la mujer elaborados con texturas pesadas y aterciopeladas desfilaron ante la mirada de cientos de asistentes en la Pasarela Internacional de Moda.
Modelo Imagen: Jualiana Vásquez 
Modelo Revelación: Andrea Escobar (Agencia Chachi Ledesma)
Diseñadores Nacionales:
Andrés Otálora, Amelia Toro, Beatriz Camacho, Bettina Spitz, Carlos Nieto, Carlos Valenzuela, Hernán Zajar, Johanna Ortiz, Ketty Tinoco, Luis Palacios, María Elena Villamil, Natalia Sossa, Olga Piedrahíta, Páez y Minaya, Paula Andrea Betancour, Pepa Pombo, Ricardo Piñeres y Samara Wells.
Diseñadores Internacionales:
Giorgio Armani (Italia) Tilman Grawe (Francia)
Top Models:
Adriana Arboleda, Adriana Hurtado, Adriana Riascos, Andrea Nocetti, Catalina Aristizabal, Claudia Lozano, Juliana Vásquez y Lina Marulanda.
Invitados Internacionales
Cirujanos Plásticos: Iván Vozdvigenski (Rusia)
Alexandre Kouznetzov (Rusia)
Alexis Verpaele (Bélgica)
Patrick Tonard (Bélgica)
Atractivos de CALI EXPOSHOW 2004:
Feria Comercial: Pabellón de Belleza, Pabellón de Salud y Pabellón de Vida Saludable, Pasarela de Moda, Simposio de Cirugía Plástica - Simposio de Salud, Simposio Belleza y Estética, y Simposio de Vida Saludable.

### Versión 2005
CALI EXPOSHOW 2005, Belleza, Salud y Moda. 5 al 8 de octubre de 2005.
Hotel Intercontinental y Hotel Dann Carlton
"Enfrenta tu sueños"
CALI EXPOSHOW realizó su quinta versión formando un circuito entre los hoteles Intercontinental y Dann Carlton de Cali donde la Salud, la Belleza y la Moda fueron los protagonistas. Pabellones con los últimos adelantos de la ciencia y la tecnología, novedosos tratamientos, terapias y procedimientos y los últimos productos de la industria al servicio de la salud y la belleza, hicieron presencia en el evento que congregó a más de 75.000 asistentes.
CALI EXPOSHOW 2005 contó con la presencia de reconocidos expertos en el mundo de la salud y la moda entre los que se encuentran el médico brasilero Ivo Pitanguy, pionero de la cirugía plástica en el mundo, y los diseñadores Gerald Wateled de Francia y Eduardo Suppes de Brasil.
Modelo Imagen:
Ángela García
Modelo Revelación:
Stephani Ospina (Agencia Stock Model)
Diseñadores Nacionales:
Andrés Otálora, Amelia Toro, Bettina Spitz, Carlos Valenzuela, Diego Morales, Helena Quintana, Johanna Ortiz, Lina Arza, Lina Cantillo, Luis Palacios, Mabel Palacio, María Elena Villamil, Paéz y Minaya, Ricardo Piñeres, Sandra Cabrales y Sonia Heilbron.
Diseñadores Internacionales:
Gianni versace (Italia)
Eduardo Suppes (Brasil)
Gerald Watelet (Francia)
Pasarela Externa:
Pasarela MIO (Estación MIO, Cra. 1 con Cll. 47) Diseñadores: Andrés Otálora, Lina Cantillo y Johanna Ortiz
Top Models:
Adriana Arboleda, Adriana Hurtado, Claudia Lozano, Ingid Wobst, Isabel Sofía Cabrales, Juliana Vásquez, Norma Nivia y Yeimy Paola Arango.
Invitados Internacionales:
Cirugía Plástica:
Ivo Pitanguy (Brasil) Pionero de la cirugía plástica en el mundo
Manejo de la edad:
Victor Matsudo (Brasil), ortopedista
Randall Moss (USA), médico especialista en Anti-aging medicine y medicina ocupacional
Bernardo Nusbaum (USA), Dermatólogo especializasta en microtrasplantes de cabello
Odontología Estética:
William Frossard - Brasil
Estética:
Alberto Ayala - España
Clenia Díaz - Cuba
Atractivos de CALI EXPOSHOW 2005:
Feria Comercial: Pabellones de Salud, Belleza y Vida Saludable, Pasarela de Moda, Simposios Internacionales de Cirugía Estética y Medicina para el manejo de la edad, Simposio Internacional de Odontología Estética, Simposio de Salud, Belleza y Vida Saludable (dirigida al público en general), y Simposio Internacional de Estética.

### Versión 2006
CALI EXPOSHOW 2006, Belleza, Salud y Moda. 5 al 9 de septiembre de 2006.
Hotel Intercontinental y Hotel Dann Carlton
"Vive la Belleza, la Salud y la Moda"
La ciudad de Cali fue testigo del talento y la creatividad de diseñadores nacionales e internacionales en CALI EXPOSHOW 2005, escenarios urbanos como la Plazoleta de San Francisco, las antiguas bodegas de la Industria de Licores del Valle, la zona gastronómica del barrio Granada y el Centro Comercial Jardín Plaza sirvieron de pasarelas para las colecciones primavera verano 2007 de los diseñadores invitados al evento.
Los simposios académicos de Estética, Odontología y Medicina Integrativa con especialistas de Francia, España, Ecuador y Cuba; la feria comercial que por primera vez mostraba un pabellón dedicado a la joyería, descuentos en los principales centros comerciales y una exquisita ruta gastronómica por los barrios Granada y el Peñón, deleitaron a los asistentes y confirmaron el éxito del evento.
Modelo Imagen:
Lorna Ramírez
Modelo Revelación:
Viviana Dávila (Agencia Top Class)
Diseñadores Nacionales:
Andrés Otálora, Amelia Toro, Bettina Spitz, Carlos Valenzuela, Hernán Zajar,
Johanna Rubiano, Johanna Ortiz, Jon Sonen, Judy Hazbún, Lina Cantillo, Luis Palacios, Mabel Palacio, María Elena Villamil, Natalia Sossa, Otto González, Pamela Duque, Renata Lozano, Ricardo Piñeres, Samara Wells y Sonia Heilbron.
Diseñadores Internacionales:
José Ramón Rocabert (España)
Allo Martínez (Argentina)
Pasarela Externa:
- Plazoleta San Francisco – SMART: María Elena Villamil, Lina Cantillo y Amelia Toro
- Antiguas Bodegas Industria de Licores del Valle – YANBAL: Mabel Palacio y José Ramón Rocabert
- Centro Comercial Jardín Plaza – Jardín Plaza: Clube Chocolate, Studio F, Decko
- Barrio Granada - Cali Gastronómica de Moda: Otto González
Top Models:
Adriana Arboleda, Carolina Cruz, Claudia Bahamón, Claudia Lozano, Juliana Vásquez, Norma Nivia, Sofía Cabrales y Yeimi Paola Vargas, además de las internacionales Florencia Lista y Fernanda Herrera de Argentina.
Invitados Internacionales:
Medicina Integrativa 
Jean Pierre Wollenburger (Francia)
Clenia Díaz (Cuba)
Alfonso Pérez (España) 
Odontología Estética
José Ignacio Guerra (Ecuador)
Estética
Eduardo Mata (España)
Atractivos de CALI EXPOSHOW 2006:
Feria Comercial de Salud, Vida Saludable, Belleza y Estética, Joyería; Pasarela de Moda, Simposios Internacionales de Medicina Estética, Salud, Belleza y Vida Saludable (dirigida al público en general), II Simposio de Odontología Estética, Simposio de Estética, Simposio Internacional de Medicina Integrativa y Cali Gastronómica de Moda.

### Versión 2007
CALI EXPOSHOW 2007, Belleza, Salud y Moda. 4 al 8 de septiembre de 2007.
Hotel Intercontinental y Hotel Dann Carlton
"Tu destino"
Cali se vistió de fiesta, salud, belleza, moda y gastronomía del 4 al 8 de septiembre, en la séptima versión de CALIEXPOSHOW.
A la feria comercial se sumó el Pabellón de Nuevos Creadores, un espacio donde las nuevas empresas de confección y diseño de la moda vallecaucana presentaron sus propuestas en un show room permanente.
Una delegación de especialistas de la salud y la estética provenientes de Brasil, Suiza, España, Cuba y Argentina, compartieron con los asistentes de los simposios académicos las últimas técnicas y avances de cada especialidad.
Espectaculares montajes en escenarios urbanos de la ciudad: Base Aérea Marco Fidel Suárez, el Zoológico de Cali y el Centro Comercial Palmetto sirvieron de pasarela para la creatividad de diseñadores nacionales.
La Pasarela Internacional de Moda, Caliexposhow 2007, exaltó el talento y el trabajo de grandes diseñadores nacionales e internacionales. La Feria Comercial, los simposios generales y especializados, dieron a conocer los avances tecnológicos en productos, servicios, tratamientos para la estética y la salud. Así CALIEXPOSHOW 2007 logró un éxito sin precedentes con una asistencia del público superior a la alcanzada en años anteriores.
Modelo Imagen:
Elizabeth Loaiza
Modelos Revelación:
Jessica Chirino (Agencia Chachi Ledesma)
Miguel Orejuela (Agencia El Molino)
Diseñadores Nacionales:
Andrés Otálora, Amelia Toro, Bettina Spitz, Carlos Armando Buitrago, Catalina Gardeazábal, Diego Morales, Guiovanny Domínguez, Johanna Ortiz, Jhon Mesías, Jon Sonen, Héctor Quintero, Lina Cantillo, Luis Palacios, Lulú Borrero, Mabel Palacio, María Elena Villamil, Pepa Pombo, Renata Lozano, Ricardo Pava, Ricardo Piñeres, Royi Aljure, Sámara Wells y Senda by Nelly Rojas.
Diseñadores Internacionales:
Tulio Di Lorenzo (Italia)
Pasarelas Externas:
Escuela Militar de Aviación Marco Fidel Suárez – Pasarela inaugural: María Elena Villamil, Ricardo Pava y Amelia Toro
Zoológico de Cali – Pasarela Vestidos de Baño: Lina Cantillo y Johanna Ortiz
Centro Comercial Palmetto Plaza: Jhon Mesías
Top Models:
Adriana Arboleda, Andrea Serna, Carolina Cruz, Claudia Lozano, Katharina Sacht, Norma Nivia, Vanessa Mendoza y Yeimy Paola Vargas.
Invitados Internacionales:
Medicina Integrativa
Dra. Carmela Vieria (Brasil)
Dr. Omar Manuel Sánchez (España)
Estética
Dra. Graciela Melamed (Argentina)
Dr. Heinz Vogeli (Suiza)
Dr. Eduardo Mata (España)
Cirugía Plástica
Dr. Ricardo Baroudi (Brasil)
Dr. Luis Montellano (Brasil)
Antiaging
Dr. Jorge Podolsky (Argentina)
Dra. Graciela Melamed (Argentina)
Dr. Hernán Pinto (Argentina)
Odontología Estética
Dr. Raúl Castaño
Atractivos de CALI EXPOSHOW 2007:
- Feria Comercial: Pabellón de Nuevos Creadores, Pabellón de Joyerías, Pabellón de Salud, 
- Belleza y Vida Saludable
- Pasarela de Moda
- Simposio Internacional de Medicina Integrativa, Simposio Internacional de Estética, Simposio Internacional de Cirugía Plástica, Simposio Internacional Antiaging y Simposio Internacional de Odontología Estética
- Cali Gastronómica de Moda

### Versión de la Feria 2008
CALI EXPOSHOW 2008, Belleza, Salud y Moda
Octubre 14 al 18 de 2008
Centro de Eventos Valle del Pacífico
"Una linda ciudad, un nuevo lugar, un evento para no dejar pasar" 
El segundo evento más importante de Salud, Belleza y Moda que se realiza en el país, esto gracias al trabajo concertado y coordinado de miles de personas, que se han reunido alrededor de FENALCO para generar empleo, negocios y dinámica económica en nuestro país.
Las cifras del año 2008, por poner un ejemplo, hablan por sí solas: más de 130.000 visitantes, 600 expositores y patrocinadores, 75 conferencias al público, ventas por más de 17 mil millones de pesos por día en promedio, 35 desfiles de moda, 700 periodistas invitados, cubrimiento de todos los medios de comunicación más importantes: 1410 minutos en radio, 1807 minutos en televisión y más de 1380 publicaciones, esta versión de la feria fue el momento perfecto para demostrar su superioridad sobre otros eventos en el género, también de grandes tallas a nivel mundial y convirtiéndose como el número 2 de su clase en Colombia superando al Círculo de la moda en Bogotá.
CALI EXPOSHOW 2008, superó todas las expectativas de los organizadores, patrocinadores, expositores, diseñadores, médicos y medios de comunicación participantes. Su realización en el Centro de eventos Valle del Pacífico fue un éxito total.
Más de 600 empresas, entre patrocinadores y expositores, hicieron parte de los pabellones de Salud, Belleza, Vida Saludable, Joyerías, Nuevos Creadores y Moda y Cuerpo.
Cinco simposios Internacionales de Salud y uno de Moda hicieron parte de la programación académica con conferencistas de Brasil, Argentina, México, Uruguay.
Brasil fue el país invitado en la Pasarela Internacional de Moda CALI EXPOSHOW 2008, con el diseñador Walter Rodrígues y la marca de trajes de baño Paola Robba para PokoPano.
Modelo Imagen:
Julieta Piñeres
Modelos Revelación:
Junior Gónzalez (Agencia Chachi Ledesma)
Francesca Calero (Agencia Chachi Ledesma)
Diseñadores Nacionales:
Andrés Otálora, Argemiro Sierra, Bettina Spitz, Carlos Nieto, Carmen Belissa Martínez, Chechi Benedetti, Francesca Miranda, Guio Domínguez, Hernán Zajar, Johanna Ortiz, Jon Sonen, Lina Cantillo, Lulú Borrero, María Elena Villamil, María Luisa Ortíz, Mónica Holguín, Nelly Rojas, Renata Lozano, Ricardo Piñeres, Royi Aljure, Sandra Poli y Tina Newman.
Diseñadores Internacionales:
Paola Robba para Poko Pano (Brasil)
Walter Rodrigues (Brasil)
Pasarelas Externas:
Piscinas Panamericanas – Pasarela YANBAL – Alcaldía de Santiago de Cali / Diseñadores: Lina Cantillo y Paola Robba para Poko Pano (Brasil)
Top Models:
Adriana Arboleda, Ana Catalina Torres, Carolina Cruz, Claudia Bahamón, Claudia Lozano, Isabel Sofía Cabrales, Katharina Sacht, Laura Acuña, Lina Marulanda
Invitados Internacionales:
Estética:
Dra. Antonella Rombola (Argentina)
Dra. Cecilia Maggio (Argentina)
Ortodoncia:
Dr. Juan Carlos Solorio Quezada (México)
Dr. Luis Nelson Nuñez (Uruguay)
Moda:
José Alfredo Silva (México)
Carol García (Brasil)
Odontología Estética
Dr. Laerte Balduino Schenkel (Brasil)
Dr. Arnaldo R. Garrone (Argentina)
Cirugía Plástica
Dr. Ronaldo Pontes (Brasil)
Dr. Faustino Galvez (México)
Dr. José Gracía Velasco (México)
Atractivos de CALI EXPOSHOW 2008:
- Feria Comercial: Pabellón de Salud, Pabellón de Belleza, Estética y Cosmética, Pabellón de Vida Saludable, Pabellón de Moda & Cuerpo, Nuevos Creadores y Joyerías
- Pasarela de Moda y Franja de Nuevos Creadores
- Simposios de Estética, I Simposio Internacional de Ortodoncia, I Simposio Internacional de Moda, IV Simposio Internacional de Odontología, IV Simposio Internacional de Estética, y IV Simposio Internacional de Cirugía Plástica
- Salón de Negocios
- Zonas de Experiencia

## Cali Exposhow 2009
CALI EXPOSHOW 2009, Belleza, Salud y Moda. 13 al 17 de octubre de 2009.
Centro de Eventos Valle del Pacífico
"El mundo le dará la vuelta a Cali en 5 días"
La novena versión de CALI EXPOSHOW conquistó nuevos límites y traspasó las fronteras en la labor de ir tras los más importantes representantes de la Belleza, la Salud y la Moda, nacional e internacional.

### Oscar de la Renta
Considerado uno de los más consagrados diseñadores del mundo, presentó su Colección Resort 2010 en la Pasarela Internacional de Moda, junto con los más destacados diseñadores colombianos.
Especialistas de Estados Unidos, India, Inglaterra, Brasil, España e Italia, compartieron con los asistentes a los Simposios de Cirugía Plástica, Estética y Moda.
La Feria Comercial, las Zonas de Experiencia y las Fiestas Temáticas fueron el complemento perfecto para hacer de CALI EXPOSHOW 2009 un evento inolvidable.
Una industria, una ciudad, un evento, eso fue la presentación del 2009 del Cali Exposhow, un crecimiento con fortaleza que sorprendió al público, esta feria se llevó a cabo esencialmente en el Centro de Eventos Valle del Pacífico, del 13 al 17 de octubre de 2009, fueron 5 días donde se dictaron conferencias y se pusieron a prueba sobre las pasarelas los nuevos artistas que empiezan a incursionar en el mundo fashion del país.
El diseñador dominicano Oscar De La Renta fue el invitado internacional quién presentó su colección primavera-verano 2010 además de la presencia de diseñadores nacionales con trayectoria como Pepa Pombo, Mónica Holguín, María Luisa Ortíz, Hernán Zajar, Francesca Miranda, entre otros.
Hermosas modelos, personajes de la farándula, los directores más influyentes, las empresas más importantes de la industria de la salud, la belleza y la moda del país hicieron presencia en esta edición de Cali Exposhow.
Modelo Imagen:
Adriana Arboleda
Modelos Revelación:
Francisco Escobar (Agencia Chachi Ledesma)
Gabriela Tafur (Agencia Chachi Ledesma)
Diseñadores Nacionales:
Adriana Santacruz, Amalin de Hazbún, Andrés Otálora, Bettina Spitz, Cecilia Pérez, Francesca Miranda, Judy Hazbún, Julia de Rodríguez, Hernán Zajar, Hnos.Rodríguez, Johanna Ortiz, Johanna Rubiano, Jon Sonen, Juan Pablo Socarrás, Leal Daccarett, Lulú Borrero, Mabel Palacio, María Elena Villamil, María Luisa Ortíz, Mónica Holguín, Olga D´Gallegos, Pepa Pombo, Renata Lozano, Royi Aljure, Senda By Nelly Rojas y Tabares de la Pava.
Diseñadores Internacionales:
Oscar de la Renta (República Dominicana)
Pasarelas Externas:
Teatro Municipal – Pasarela Inaugural “Mujeres que trascienden” / Diseñadores: Amalin de Hazbún y Judy Hazbún, Julia Rodríguez y los Hnos. Rodríguez, Pepa Pombo Y Mónica Holguín.
Top Models:
Adriana Arboleda, Camila Barraneche, Claudia Lozano, Julieta Piñeres, Katharina Sacht, Norma Nivia, Sofía Cabrales, Toya Montoya y Yeimi Paola Vargas.
Invitados Internacionales:
Estética:
Dra. Natalia Sotelo (EE.UU)
Dr. Eduardo Cardona Sanclemente (Londres)
Dr. Kussu Harinder (India)
Moda:
Bárbara Labella (España- Istituto Europeo Di Design, Barcelona)
Alessandro Manetti (Italia – Istituto Europeo Di Design, Barcelona)
Cirugía Plástica:
Dr. Alan Landecker (Brasil)
Dr. Dílson Luz (Brasil)
Dr. David Matlock (Estados Unidos)
Atractivos de CALI EXPOSHOW 2008:
- Muestra Comercial
- Pabellones: pabellón Salud, pabellón Belleza y Estética, pabellón Vida Saludable, pabellón de Moda y Confección
Pasarela Internacional de Moda
- V Simposio Internacional de Estética, II Simposio Internacional de Moda, V Simposio Internacional de Cirugía Plástica
- Rueda de Negocios
- Zonas de Experiencia
- Zonas de Demostración
- Concurso IED Barcelona (Instituto Europeo di Design de Barcelona)
- Experiencia Night (fiestas temáticas)

### En cifras
Con más de 150.000 visitantes, esta feria se consolidó como la más visitada en su género en el continente americano; además, con más de 650 expositores y patrocinadores, 80 conferencias al público por parte de expertos en salud, belleza y moda, y, con ventas por más de 20 mil millones de pesos diarios en promedio. Hubo 45 desfiles de moda, 700 periodistas invitados (entre nacionales e internacionales) con el cubrimiento de todos los medios de comunicación más importantes: 1.650 minutos en radio, 1.900 minutos en televisión y más de 1.400 publicaciones.
Las clínicas especialistas y estéticas, junto con los hoteles clínicos, también salieron beneficiados del macro evento, se calcula que se realizaron más de 1.978 cirugías estéticas durante esa semana, y otros 2.765 procedimientos con entradas de más de 26 mil millones de pesos durante el evento.

## 10 Años Cali Exposhow
La décima edición de Cali Exposhow, se celebraron los 10 años de la feria, tuvo lugar en el Centro de Eventos Valle del Pacífico; y se llevó a cabo del 19 al 23 de octubre de 2010. La décima versión de la feria contó con la presencia de varios invitados nacionales e internacionales, entre ello el diseñador Italiano Roberto Cavalli, considerado uno de los cinco mejores diseñadores del mundo.
La feria contó con una masiva asistencia, de por lo menos 170 mil visitantes, los mejores médicos, odontólogos y especialistas de la salud, empresarios del sector textil, confecciones y vestuario, que asistieron a las ruedas de negocios y a los programas académicos para ellos, así como la presencia de los mejores modelos del país y la región quienes desfilaron en las diferentes pasarelas del macroevento tanto nacionales como Internacionales.

### Roberto Cavalli
El evento central fue la pasarela internacional del Italiano Roberto Cavalli, los mejores modelos, de las mejores agencias del país pasaron por la pasarela más aclamada de ese año en Colombia, en donde contó con un espectacular desfile de Cavalli, sus diseños estampados de animal print llamaron la atención de los asistentes, con un montaje de espejos sobre la pasarela que engrandecían las creaciones del diseñador italiano.

## Versiones 2011 y 2012
En el 2011 Alberta Ferretti y Moschino fueron los diseñadores internacionales de la undécima versión de la feria vallecaucana, los diseñadores de afamadas estrellas de Hollywood quienes con sus creativos diseños y pasarelas, junto con los mejores modelos de las mejores agencias de Cali y Colombia dejaron encantados al público presente.

### Alberta Ferreti
Nominada reina de la feminilidad, ligera y sensual, ella construye su estética delicada y contemporánea a principios de los años 80. Diseña una mujer capaz de unir concisión y puntualización en los cortes; a las siluetas, le suma sensualidad con el uso de materias hiper femeninas como lo son la seda y el chiffon.

### Moschino
Su estilo innovador es normalmente irreverente, produciendo trajes de grande evidencia con mensajes provocativos y dramaticalmente reales.  Es el triunfo de una elegancia oblicua, de un estilo de vida juguetón y deseable.

### Jean Paul Gaultier
En el 2012 fue el diseñador francés Jean Paul Gaultier quien en su primera exposición en América Latina presentó el desfile de su más reciente colección en el marco de la decimosegunda versión del Cali Exposhow realizado en el Centro de Eventos Valle del Pacífico de la ciudad de Cali.
Jean Paul Gaultier presentó en el marco del Cali Exposhow 2012 la más reciente colección otoño invierno 2012/2013 de su prestigiosa línea de Alta Costura « GAULTIER PARIS ».
En complemento a esta colección desfilaron también modelos icónicos de colecciones pasadas para una muestra completa sobre el universo Gaultier.
Para esta primera presentación en Latinoamérica y primer desfile de Alta Costura en la historia de Colombia se resaltaron entre otros, su trabajo alrededor del corsé, la gabardina « trench », las rayas marineras, el chic parisino y la falda para hombre que lo han hecho célebre.
La versión 2012 ha sido en materia de moda una de las mejores de la historia del Cali Exposhow, y sin lugar a dudas una de las mejores presentaciones en materia de moda en la historia de América Latina, con el diseñador francés quien por primera vez hacía un desfile de alta costura en la región, hecho que se llevó todas las miradas en América Latina, posicionando a la pasarela internacional como la mejor jamás realizada en Colombia y a la feria como una de las mejores del año en el mundo.
En materia de salud y belleza la feria contó con la presencia de más de 180 mil visitantes, además de como ya es costumbre los mejores médicos y profesionales de la salud, así como los especialistas en estética y belleza quienes abarcaron las más grandes y desarrolladas exposiciones en la materia. La feria contó con negocios superiores a los 75 mil millones de pesos en donde los empresarios de los sectores de la salud, la belleza y la moda pudieron afianzar vínculos con la comunidad y colegas nacionales e internacionales.

## Actualidad

### Nicole Miller
En la última versión del Cali Exposhow la diseñadora internacional fue la Norteamericana Nicole Miller, quién presentó en la pasarela CALIEXPOSHOW 2013 una retrospectiva de su carrera y la colección primavera-verano 2014 inspirada en Versalles Francia que muestra una mirada irreverente del Palacio de Versalles, al interior del castillo, encontrando a su paso espejos rotos, ‘cambeliers’ y jardines de coral.  Una larga y fina selección de prendas en seda, faldas cortas, faldas debajo de la rodilla y pantalones strech que incluyen estampados y dan un look sofisticado y sutilmente sexy, con un toque de rebeldía. Las pasarelas de esta versión fueron un éxito de grandes contrastes en conjunto con los diseñadores y modelos nacionales.
La feria cada año tiene mucha más proyección, con cientos de miles de asistentes por año y los mejores especialistas de la salud, la belleza y la moda de Colombia y el mundo, hoy la feria cuenta con una cantidad de asistentes superior a los 180 mil visitantes, con concertación de negocios por una suma superior a los 80 mil millones de pesos, ubican a Cali Exposhow como la más grande feria de moda, salud y belleza a nivel nacional, así como una de las mejores vitrinas para los empresarios de Colombia, Latinoamérica y el mundo.